# Tunavallen
Das Tunavallen ist ein Fußballstadion in der schwedischen Stadt Eskilstuna. Es ist die Heimspielstätte der Fußballvereine IFK Eskilstuna, Eskilstuna City FK und Eskilstuna United.

## Geschichte
Das Stadion war zunächst ein normales Sportstadion mit nur einer Tribüne, welches neben einer Rasenfläche für Fußballspiele auch über Leichtathletikanlagen verfügte. Während der Fußball-Weltmeisterschaft 1958, Tunavallen war das kleinste Stadion, fand hier das Gruppenspiel Paraguay gegen Jugoslawien (3:3) statt.
Anfang der 2000er Jahre wurde das alte Stadion komplett abgerissen und die Gemeinde Eskilstuna erbaute ein neues, nun reines Fußballstadion. Dieses wurde im August 2002 eingeweiht. Das Stadion hat nun an allen Spielfeldseiten Tribünen (lange Seiten: Sitzplätze; kurze Seiten: Stehplätze).

## Fakten
- Die Publikumskapazität beträgt heute 7.800 Menschen. Es existieren 6.000 Sitzplätze.
- Der Zuschauerrekord stammt noch aus dem alten Stadion, wo 1963 das Spiel IFK Eskilstuna gegen GAIS Göteborg von 22.491 Besuchern verfolgt wurde.
- Maße des Spielfeldes: 105 × 68 Meter.